# Kristina Pimenova
Kristina Ruslanovna Pimenova (ryska: Кристина Руслановна Пименова), född 27 december 2005 i Moskva, är en rysk barnmodell och skådespelare. Hon ansågs vara "världens vackraste flicka" i engelskspråkiga Women Daily Magazine 2014.
År 2015 flyttade Pimenova till Kalifornien med sin mor, Glikerija Sjirokova.  En dokumentär om Pimenova, som filmades där, sändes på RTL Television i oktober 2016.
År 2016 skrev hon kontrakt med modellagenturen LA Models. Hon har bland annat varit modell för Vogue Italia, Dolce & Gabbana, Roberto Cavalli och Dsquared2.
Pimenova spelar brudens dotter i skräckthrillern The Russian Bride (2019).